# Michelle Yeoh
Yeoh Choo Kheng (em chinês: 楊紫瓊 (chinês tradicional); 杨紫琼 (chinês simplificado); romaniz.: Yáng Zǐqióng (pinyin); Joeng⁴ Zi²-king⁴ (Jyutping); Yèuhng Jíkìhng (cantonês); Iônn Tsú-khîng (Tâi-lô); nascida em Ipoh, Perak, Malásia, em 6 de agosto de 1962), mais conhecida profissionalmente como Michelle Yeoh, é uma atriz malaia-chinesa. Em seus primeiros filmes em Hong Kong, foi creditada como Michelle Khan. Tornou-se famosa nos anos de 1990 depois de estrelar uma série de filmes de Hong Kong, como Yes, Madam (1985), Police Story 3: Supercop (1992) e Holy Weapon (1993), nos quais fez suas próprias cenas de ação. Internacionalmente, é conhecida por seus papéis em 007 - O Amanhã Nunca Morre (1997), no filme de artes marciais O Tigre e o Dragão (2000) e na comédia Crazy Rich Asians (2018). Em 2023, se tornou a primeira mulher de origem asiática vencedora do Oscar de Melhor Atriz pelo filme Everything Everywhere All at Once (2022).
Seus outros trabalhos incluem Memórias de uma Gueixa (2005), Reign of Assassins (2010), Kung Fu Panda 2 (2011), O Tigre e o Dragão: A Espada do Destino (2016) e The Lady (2011), no qual interpretou Aung San Suu Kyi. Em 2018, estrelou o filme de comédia romântica Crazy Rich Asians, pelo qual foi indicada ao SAG Awards como parte do elenco. Também co-estrelou o filme Master Z: The Ip Man Legacy (2018) e Last Christmas (2019). Em 2021, entrou para o Universo Cinematográfico Marvel como a personagem Ying Nan no filme Shang-Chi e a Lenda dos Dez Anéis. Em 2022, estrelou o filme de ficção científica Everything Everywhere All at Once, o qual recebeu aclamação da crítica e foi indicada ao BAFTA e ao Critics' Choice, e venceu o Oscar — tornando-se apenas a segunda atriz asiática indicada e vencedora na categoria de Melhor Atriz —, como também o Globo de Ouro e o SAG Awards, este último tornando-se a primeira atriz asiática a vencer o prêmio SAG na categoria de Melhor Atriz Principal em Cinema e a terceira atriz não-branca a vencer este prêmio, nesta categoria, após Halle Berry e Viola Davis.
Na televisão, é conhecida por interpretar a personagem Philippa Georgiou na série Star Trek: Discovery de 2017 a 2020. Uma série derivada estrelada por ela foi anunciada em 2019.

## Biografia
Michelle nasceu na Malásia de uma família de etnia chinesa e desde cedo se mostrou uma jovem bastante esportiva e com talento para a dança, que começou a praticar com 4 anos de idade nas aulas de balé. Aos 15 anos ela se mudou com a família para a Inglaterra, onde foi matriculada na London Royal Academy of Dance. Uma contusão na espinha a impediu de seguir seu sonho de ser uma bailarina clássica e ela passou a ensinar coreografia e outras artes ligadas à dança.
Em 1983 Michelle voltou com a família para a Malásia, onde participou de concursos de beleza e foi eleita Miss Malásia, participando também do concurso de Miss Mundo em Londres. Continuando na carreira artística ela fez um comercial de TV com o astro do cinema chinês Jackie Chan, que chamou a atenção e lhe valeu um convite de produtores cinematográficos de Hong Kong para atuar em filmes e comerciais.

## Carreira
Apesar de não ser uma especialista em artes marciais, Michelle se tornou famosa no Sudeste Asiático por participar de filmes de grande popularidade sobre o tema, nos quais, para compensar sua falta de conhecimento em lutas, usava sua experiência como bailarina e geralmente dispensava dublês para as cenas de ação mais perigosas.
Sua fama nesses filmes acabou lhe rendendo um convite de Hollywood, e em 1997 ela estrelou o filme 007 - O Amanhã Nunca Morre, ao lado de Pierce Brosnan, onde interpretou o papel de uma agente secreta chinesa, Wai Lin, perita em artes marciais.
Com o sucesso do filme de James Bond e de outro filme com sua participação, O Tigre e o Dragão, filmado em Taiwan com atores chineses, sucesso de bilheteiras nos Estados Unidos e vencedor do Oscar de melhor filme estrangeiro de 2000, Michelle virou uma celebridade mundial.
Depois desses sucessos, ela trabalhou principalmente em filmes chineses ou pequenos filmes independentes americanos, e o mais conhecido e premiado deles nos últimos anos foi Memórias de uma Gueixa (2005), em que divide as atenções principais com a chinesa Zhang Ziyi, com quem contracenara em O Tigre e o Dragão. Também participou do filme de ação A Múmia: Tumba do Imperador Dragão (2008) com Brendan Fraser e o ator chinês Jet Li. Participou d animação Kung Fu Panda 2, da Dreamworks, onde deu voz à cabra Falamacia. Yeoh foi colocada na lista negra do governo birmanês, supostamente por causa de sua participação em The Lady; ela foi impedida de entrar em Mianmar em 22 de junho de 2011 e foi deportada no mesmo dia.
Yeoh não se expandiu para a televisão até 2015, com seu primeiro papel interpretando Mei Foster, esposa do Embaixador Britânico na Tailândia, que é secretamente um espião norte-coreano chamado Li-Na, na quinta temporada da série Cinemax / Sky, Strike Back. Em 2016, Yeoh foi escalado como Capitã da Federação Philippa Georgiou da nave USS Shenzhou na série Star Trek: Discovery, e reaparece como o doppelganger "espelho" de Georgiou mais tarde na história.
Em 2018, ela interpretou a matriarca da família Eleanor Young em Crazy Rich Asians, de Jon M. Chu, uma adaptação cinematográfica do livro homônimo de Kevin Kwan, ao lado de Constance Wu e Henry Golding. Em 2019, ela interpretou "Santa", dona de uma loja temática de Natal, em Last Christmas, ao lado de Henry Golding e Emilia Clarke. O filme foi lançado em 8 de novembro de 2019 e foi um sucesso de bilheteria arrecadando mais de US$ 121 milhões em todo o mundo.
Foi escalada pela Marvel para o filme Shang-Chi and the Legend of the Ten Rings, no papel de Jiang Nan. Devido à pandemia COVID-19, o filme estreou apenas em agosto de 2021.
Em março de 2022, foi lançado o filme Everything Everywhere All at Once, protagonizado por Michelle. A atuação da atriz no papel de Evelyn foi amplamente elogiada pela crítica, sendo considerado até à data o papel da sua vida e recebendo o Oscar de Melhor Atriz por sua atuação no filme.

## Honrarias
- Em abril de 2001, ela recebeu do Sultão de Perak, seu estado natal, o título de Datin. O título é uma comenda honorária da Malásia que corresponde ao de Dame na nobreza britânica.[19]
- Em abril de 2007, recebeu do presidente da França, Jacques Chirac, a Legião de Honra, no grau de Cavaleiro, entregue numa cerimônia em Kuala Lumpur, em Outubro do mesmo ano.[20]
- É uma das 100 Mulheres da lista da BBC de 2020.[21]

## Filmografia

### Cinema
| Ano   | Título                                           | Papel                              | Notas |
| ----- | ------------------------------------------------ | ---------------------------------- | --- |
| 1984  | The Owl vs Bombo                                 | Miss Yeung                         | |
| 1985  | Twinkle, Twinkle Lucky Stars                     | Judo instructor                    | |
| 1985  | Yes, Madam                                       | Inspector Ng                       | Nominated—Hong Kong Film Award for Best New Performer |
| 1986  | Royal Warriors                                   | Michelle Yip                       | a.k.a. Wong ga jin si |
| 1987  | Magnificent Warriors                             | Fok Ming-Ming                      | |
| 1987  | Easy Money                                       | Michelle Yeung                     | a.k.a. Tong tian da dao |
| 1992  | Police Story 3: Super Cop                        | Inspector Jessica Yang             | |
| 1993  | The Heroic Trio                                  | Ching / Invisible Woman / Number 3 | |
| 1993  | Butterfly and Sword                              | Lady Ko                            | |
| 1993  | Executioners                                     | Ching/San/Carol                    | |
| 1993  | Holy Weapon                                      | Ching Sze / To Col Ching           | |
| 1993  | Once a Cop                                       | Jessica Yang                       | |
| 1993  | Tai Chi Master                                   | Siu Lin / Qiu Xue ("Autumn Snow")  | |
| 1994  | Shaolin Popey 2 – Messy Temple                   | Ah King                            | a.k.a. Shao Lin xiao zi II: Xin wu long yuan |
| 1994  | Wonder Seven                                     | Ying                               | a.k.a. 7 jin gong |
| 1994  | Wing Chun                                        | Yim Wing-Chun                      | |
| 1996  | The Stunt Woman                                  | Ah Kam                             | a.k.a. A Jin de gu shi |
| 1997  | The Soong Sisters                                | Soong Ai-ling, a.k.a. Madam Kung   | Indicação - Hong Kong Film Award for Best Supporting Actress |
| 1997  | Tomorrow Never Dies                              | Wai Lin                            | Indicação - MTV Movie Award for Best Fight |
| 1999  | Moonlight Express                                | Sis                                | a.k.a. Sing yuet tung wa |
| 2000  | Crouching Tiger, Hidden Dragon                   | Yu Shu Lien                        | Indicação - TFCA Award for Best Performance, Female Indicação - Saturn Award for Best Actress Indicação - BAFTA Film Award for Best Performance by an Actress in a Leading Role Indicação - Blockbuster Entertainment Award for Favorite Action Team Indicação - Golden Horse Award for Best Actress Indicação - Hong Kong Film Award for Best Actress Indicação - VFCC Award for Best Actress |
| 2002  | Tian mai zhuan qi                                | Pak Yin Fay                        | |
| 2004  | Silver Hawk                                      | Lulu Wong/The Silver Hawk          | Produtora, produtora executiva |
| 2005  | Memoirs of a Geisha                              | Mameha                             | |
| 2006  | Fearless                                         | Ms. Yang                           | Somente na versão Director's cut |
| 2007  | Sunshine                                         | Corazon                            | |
| 2007  | Far North                                        | Saiva                              | |
| 2008  | The Children of Huang Shi                        | Mrs. Wang                          | |
| 2008  | Purple Mountain                                  |                                    | |
| 2008  | Babylon A.D.                                     | Sister Rebeka                      | |
| 2008  | The Mummy: Tomb of the Dragon Emperor            | Zi Yuan                            | |
| 2010  | True Legend                                      | Sister Yu                          | |
| 2010  | Reign of Assassins                               | Zeng Jing                          | Chinese title Jianyu a.k.a. Jianyu Jianghu Indicação - Asian Film Award for Melhor Atriz Indicação - People's Choice Award para Atriz Favorita Indicação - Huabiao Film Award para Outstanding Abroad Actress |
| 2011  | Kung Fu Panda 2                                  | Fala Macia                         | Voz |
| 2011  | The Lady                                         | Aung San Suu Kyi                   | Filme biográfico sobre os laureados com o Nobel |
| 2012  | Pad Yatra: A Green Odyssey                       |                                    | Documentário, produtora executiva |
| 2013  | Final Recipe                                     | Julia                              | |
| 2014  | Air Force                                        | Sarah                              | |
| 2016  | Crouching Tiger, Hidden Dragon: Sword of Destiny | Yu Shu Lien                        | |
| 2016  | Mechanic: Resurrection                           | Mei                                | |
| 2016  | Morgan                                           | Dr. Lui Cheng                      | |
| 2017  | Guardians of the Galaxy Vol. 2                   | Aleta Ogord                        | Cameo |
| 2018  | Crazy Rich Asians                                | Eleanor Young                      | |
| 2018  | Master Z: The Ip Man Legacy                      | Tso Ngan Kwan                      | |
| 2019  | Last Christmas                                   | Santa                              | |
| 2020  | Boss Level                                       |                                    | Pós-produção |
| 2021  | Gunpowder Milkshake                              | Florence                           | |
| 2022  | Everything Everywhere All at Once                | Evelyn                             | |
| 2022  | Blazing Samurai                                  | Yuki                               | Voz |
| 2023  | A Haunting in Venice                             | Joyce Reynolds                     | |
| 2024  | The Tiger's Apprentice                           |                                    | Voz |
| 2024  | Wicked                                           | Madame Morrible                    | |
| 2025  | Wicked: For Good                                 | Madame Morrible                    | |
| 2025  | Avatar 3                                         | Dr. Karina Mogue                   | Filmando |
|       | Nezha                                            | Yin Rong                           | |
| Mawas | Chen Wen                                         |                                    | |